# Сант’Анна, Гвидо
Гвидо Фелипе Сант’Анна-э-Силва (порт. Guido Felipe Sant’Anna e Silva; род. 28 июня 2005, Сан-Паулу) — бразильский скрипач.
Начал учиться игре на скрипке в пятилетнем возрасте, в семь лет дебютировал с оркестром. С детства был очарован записями Яши Хейфеца. С 2013 года занимался под руководством бразильской скрипачки и музыкального педагога Элисы Фукуда. В 2018 году вошёл в число финалистов Международного конкурса молодых скрипачей имени Иегуди Менухина в Женеве, получив премию за исполнение камерной музыки и приз зрительских симпатий. В 2022 году выиграл Международный конкурс скрипачей имени Фрица Крейслера в Вене.
В 2023 году успешно дебютировал в Европе выступлением с Испанской симфонией Эдуара Лало на открытии Музыкального фестиваля Рейнгау в Монастыре Эбербах; критика оценила «захватывающую дух естественность» (нем. atemberaubende Selbstverständlichkeit) его исполнения. В том же году совершил гастрольное турне по Южной Корее и начал курс обучения в Кронбергской академии у Михаэлы Мартин.